# Баскакерен
Баскакерен — царь Куша (Нубия) в 405—404 годах до н. э.

## Биография
Баскакерен, вероятно, являлся сыном Малиевиебамани и младшим братом Аманинетеиерике, от которого унаследовал престол. После него к власти в Куше пришёл Горсиотеф.
Баскакерен известен только по своей небольшой пирамиде в Нури (№ 17). Размер его пирамиды указывает, что он правил в течение только короткого периода времени. Стела с его именем находится в Музее Мероэ (Хартум).